# Soldato di ventura

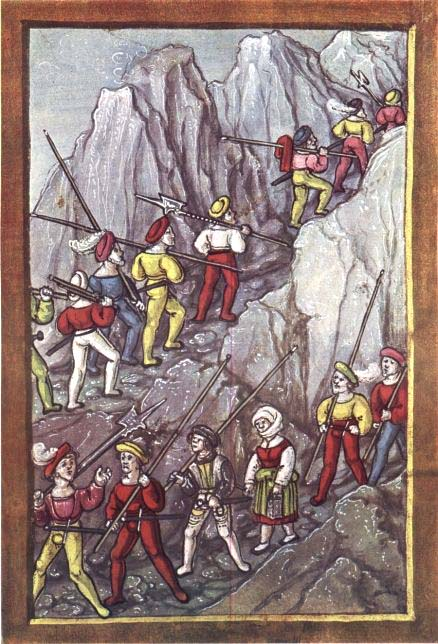
Raffigurazione di mercenari svizzeri che attraversano le Alpi (XVI secolo)

Il venturiero (o soldato di ventura), durante il Medioevo e il Rinascimento, identificava un soldato mercenario che combatteva anzitutto per tornaconto personale, tenendo in genere in scarsa considerazione motivi ideologici, nazionali o politici.
I mercenari, presenti da sempre nella storia dell'umanità, per quanto riguarda l'Italia hanno svolto un ruolo particolare nel XIII secolo italiano, con una funzione, in prevalenza, di truppe di rinforzo. In questo senso, li si ritrova nella battaglia di Campaldino del 1289 a fianco dell'esercito della Repubblica fiorentina, ma anche in altre occasioni più vicine nel tempo, concorrendo spesso a determinarne l'esito.

## Storia

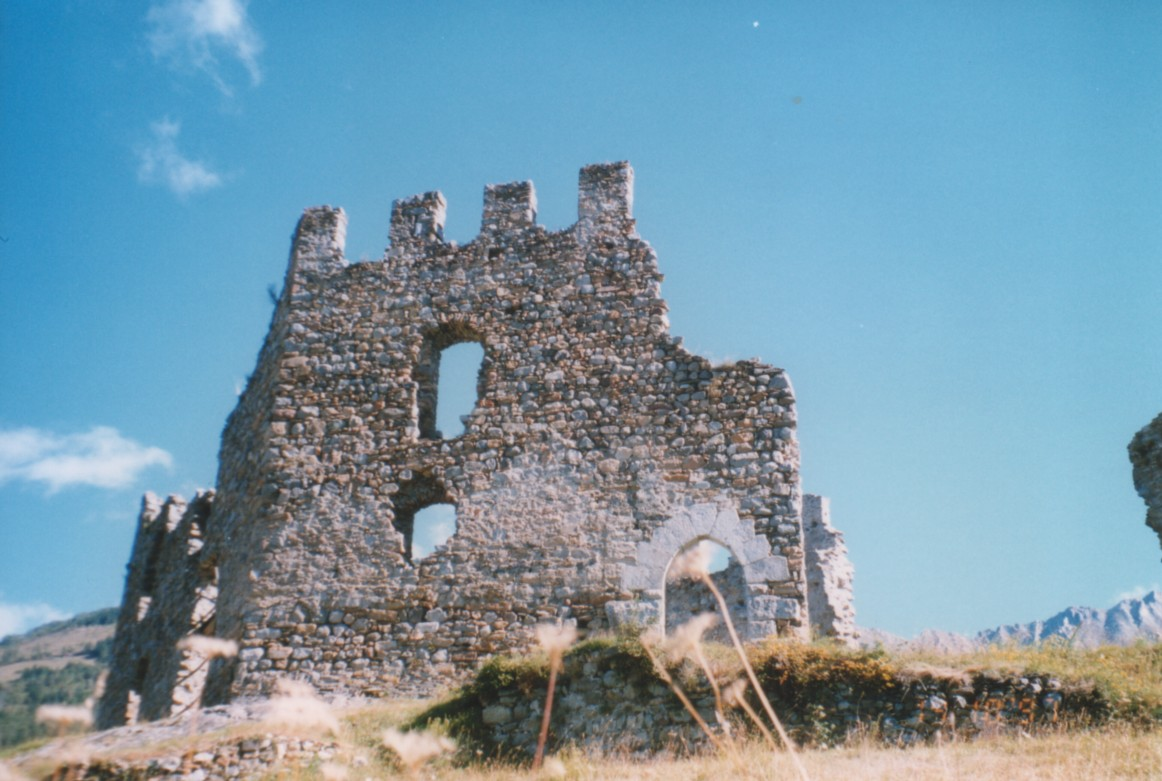
Castello di Cimbergo

La storia offre, nel periodo che va dal XIII al XIV secolo, opportunità enormi a chi sa usare le armi, il cervello, le circostanze e le debolezze di committenti deboli e incapaci, in guerra tra loro per il mantenimento di un potere che gli stessi che sono assoldati in aiuto sono anche pronti a strappare loro, sostituendosi nelle loro dignità, attraverso un contratto che i comuni e i signori stipulavano con le compagnie che avrebbero dovuto garantirne la fedeltà nei servizi.
Molto spesso, i condottieri e i cavalieri di valore aiutano il Signore, sotto le cui insegne combattono, più a perdersi che a salvarsi per poi sostituirlo nella gestione del potere, in un intreccio di passioni, tradimenti, vendette, assassini e quant'altro e la cui vera posta è il potere. Alcuni, i più capaci e valorosi si insignoreranno dei Comuni di cui erano al servizio.
Si assiste, nel corso del XIII secolo, alla evoluzione dell'arte della guerra che richiede un impegno sempre più professionale ed allo stesso tempo al migliore scenario economico che impegna sempre di più i cittadini del Comune nella persecuzione dei propri affari.
I nuovi cittadini sono diventati più ricchi, il loro lavoro è sempre più impegnativo, sentono maggiormente l'esigenza di non abbandonare le proprie attività ed al contempo possono permettersi di pagare altri perché combattano prima assieme a loro e poi al posto loro tout court.

Questo portò alla conseguenza di un sempre minore impegno dei cittadini nelle milizie interne comunali e di un sempre maggiore ricorso a chi la guerra la fa per mestiere, i mercenari.
Il fenomeno tenderà drasticamente a ridursi, fino a scomparire con l'età moderna e l'avvento, contestualmente, degli stati nazionali, che adotteranno eserciti di massa stabili, fondati sull'introduzione del servizio militare obbligatorio.

## Caratteristiche
Una caratteristica comune di questo tipo di mercenari è quella di essere, all'inizio, dei forestieri ingaggiati individualmente che prestavano un servizio militare per compenso.
Questi soggetti, ritenuti professionisti della guerra al servizio dei Comuni medievali o di quanti li pagano, erano generalmente definiti come briganti disorganizzati, prevalentemente stranieri (soprattutto tedeschi o spagnoli) reduci o anche disertori talvolta di armate straniere ritiratesi.
Dopo aver prestato i propri servigi a qualche Comune o signorotto locale, spesso si danno al furto ed al saccheggio del territorio in cui si trovano, nulla risparmiando, né persone né cose.
È il Principe che nasce dal basso»
(C. Rendina, I capitani di ventura, 1999)

## Soldati di ventura famosi

### I mercenari svizzeri

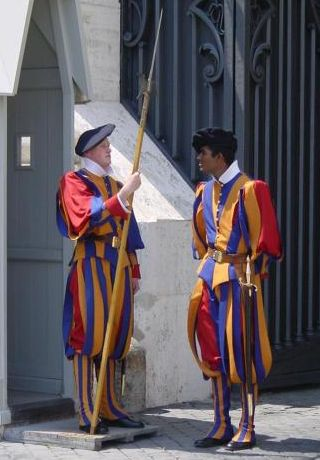
Le Guardie Svizzere proteggono la Città del Vaticano sin dal 22 gennaio 1506

I mercenari svizzeri si distinsero per la prima volta in battaglia contro le armate di Carlo il Temerario, nella battaglia di Nancy, 1477, dove questi troverà la morte, causando la fine del Ducato di Borgogna.
Essi si organizzarono in compagnie di Ventura divenendo un fattore politico-militare importantissimo a volte determinante, specie se il loro condottiero è valoroso e politicamente capace.
Gli ultimi loro epigoni sono le attuali guardie svizzere, in servizio presso lo Stato del Vaticano.